# Рейчел Карсон
Рейчел Луіз Карсон (англ. Rachel Louise Carson) (27 травня 1907 — 14 травня 1964) — американська біологиня, діячка у царині охорони природи, письменниця. У її книзі «Море навколо нас» (1951) та інша наукова точність поєднується з проникливим описом живої природи.
Всесвітню популярність Карсон принесла книга «Мовчазна весна» (перше англійське видання «Silent spring», 1962), присвячена шкідливій дії пестицидів на живі організми. Вона посіла 91 місце в рейтингу «100 найкращих книг усіх часів і народів» журналу Ньюсвік.
Роботи Карсон сприяли розвитку екологічних рухів у США та інших країнах.

## Діяльність
1935 року почала працювати в американському Бюро рибного господарства: спочатку готувала сценарії для наукових радіопрограм, а через рік стала молодшим гідробіологом. В той же час писала публікації для журналів та місцевих газет.
Перша книга «Під морським вітром» (Under the Sea-Wind), що вийшла в 1941, була майже непомічена. Відомою стала «Море навколо нас» (1951), що протягом багатьох тижнів очолювала список бестселерів. У 1952 році Рейчел Карсон полишила урядову службу, аби повністю присвятити себе творчості.
Одного разу друзі принесли їй декілька дроздів, уражених ДДТ, — речовиною, якою обприскують поля для захисту врожаю від шкідників. Вигляд птахів, лапки яких були конвульсивно притиснуті до тіла в агонії, сильно вразив науковицю. Самотужки вона розпочала діяльність, спрямовану на впливові корпорації та урядові установи. Її підтримали інші вчені. Оперуючи неспростовними фактами, Карсон викрила всі прийоми, до яких вдавалися сільськогосподарські корпорації, що обробляли поля ДДТ, отруюючи цією високотоксичною речовиною обширні території з метою збільшення врожайності. Книга «Мовчазна весна» змінила світогляд мільйонів людей, переконавши їх стати на захист природи.
Після публікації книги Карсон відразу була звинувачена представниками хімічної промисловості та деякими урядовцями в алармізмі. Її називали «істеричною жінкою», некомпетентною для написання подібних книг. Однак, попри ці закиди, «Мовчазна весна» стала бестселером. Книгу вважають поштовхом до розвитку нового екологічного руху.
Найвідоміші книги: «Мовчазна весна»(англ.) та «Море навколо нас»(англ.).
Померла Рейчел Карсон у 1964 році від раку грудей.

## Світогляд
Свій погляд Рейчел Карсон чітко висловила так: 
|  | «Ті, хто над усе цінують прибутки і технічний прогрес, несвідомо вважають, що вихід людини на сцену історії скасовує проблему рівноваги у природі. З таким же успіхом вони могли б вважати, що заразом скасовується і закон всесвітнього тяжіння! Рівновага в природі базується на внутрішніх зв'язках живого світу і його зв'язках з довкіллям. Це не означає, що людина не повинна намагатися схилити чашу терезів на свою користь, але за будь-яких обставин вона повинна пам'ятати, що робить, і передбачати наслідки своїх кроків». |

Після публікації «Мовчазної Весни» Рейчел Карсон писала до свого приятеля: 
|  | «Краса живого світу, який я намагалася врятувати, завжди була понад усе в моєму розумінні разом з гнівом з приводу здійснюваних безглуздих жорстокостей. Я відчувала себе зв'язаною урочистим зобов'язанням зробити все, що можу,— якби я не спробувала хоча б цього зробити, я б ніколи не могла відчувати себе щасливою на природі» |

.